# Eurhynchium savatieri
Eurhynchium savatieri är en bladmossart som beskrevs av W. P. Schimper och Bescherelle 1893. Eurhynchium savatieri ingår i släktet sprötmossor, och familjen Brachytheciaceae. Inga underarter finns listade i Catalogue of Life.